# Mintaka

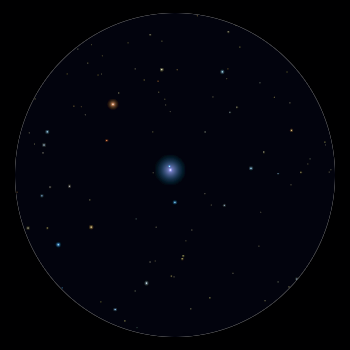
Mintaka

Mintaka (Delta d'Orió / δ Orionis) és una estrella a la constel·lació d'Orió el nom del qual deriva de la paraula  àrab per cinturó, منطقة manţaqah. Al costat d'Alnitak (ζ Orionis) i Alnilam (ε Orionis), forma part de l'anomenat Cinturó d'Orió, i amb elles forma el grup conegut com "les tres Maries", essent la situada més al nord de les tres.
En realitat Mintaka és una estrella múltiple complexa; a uns minuts d'arc de l'estrella principal es pot observar una altra estrella de magnitud aparent 6,8. A la distància de 915 anys llum a la que es troba Mintaka, la separació real entre ambdues és d'almenys 0,25 anys llum. Entre aquestes dues components hi ha una tènue estrella de magnitud 14. L'estrella de magnitud 6,8 és a més una binària espectroscòpica.
La component principal que anomenem Mintaka té una magnitud de 2,23 i és també una estrella binària, la duplicitat ha estat descoberta també mitjançant espectroscòpia. Està composta per una estrella blava de tipus espectral O9.5 II i una estrella classificada com B0 III o B2 V. Cadascuna d'elles és 90.000 vegades més lluminosa que el Sol, i són estrelles molt massives, amb una massa de 20 masses solars cadascuna. El període orbital del parell és de 5,73 dies, eclipsant lleugerament l'una a l'altra, el que comporta una caiguda en la brillantor de 0,2 magnituds.
En 1904 Johannes Hartmann, utilitzant la llum provinent de Mintaka, va descobrir que l'espai interestel·lar de la galàxia no està buit i conté gas i pols.